# Драгосавац, Душан
Душан Драгосавац (серб. Душан Драгосавац; 1 декабря 1919, Госпич, КСХС — 21 декабря 2014, Загреб, Хорватия) — югославский (хорватский) государственный деятель, один из руководителей СФРЮ, председатель Президиума Центрального комитета Союза коммунистов Югославии (1981—1982).

## Биография
Родился в 1919 году в сербской семье в хорватском городе Госпич, жила семья в деревне Вребац. Окончил юридический факультет Загребского университета. В 1941 году вступил в Коммунистический союз молодежи Югославии, в 1942 году — в Коммунистическую партию Югославии (впоследствии — Союз коммунистов Югославии). Во время Второй мировой войны участвовал в югославском партизанском движении, принимал участие в боях и руководил партизанскими отрядами в Лике. Послевоенные годы посвятил политической карьере, с 1950 года занимал различные руководящие должности в Союза коммунистов Хорватии (хотя являлся этническим сербом).
- председатель регионального народно-освободительного комитета национального Карловаца,
- государственный секретарь Народной Республики Хорватии,
- председатель экономической комиссии Хорватского сабора,
- президент, секретарь торгово-промышленной палаты Югославии,
- вице-президент Экономической палаты Югославии,
- 1969 год — заместитель секретаря Исполнительного комитета Центрального комитета Коммунистической партии Хорватии,
- 1974 год — секретарь Исполнительного комитета Президиума ЦК Коммунистической партии Хорватии,
- 1978 год — член Центрального комитета Союза коммунистов  Югославии и его президиума. Секретарь Президиума ЦК СКЮ.

После смерти многолетнего лидера СФРЮ Иосипа Броз Тито было принято решение, что каждый год поочерёдно будут меняться руководители страны и партии, которые будут представлять поочерёдно союзные и автономные республики Югославии, Драгосавац стал в 1981 году представителем Хорватии, возглавляющим СКЮ. Он один из немногих кто возглавлял партию менее года (около восьми месяцев).
Награждён многочисленными правительственными наградами СФРЮ.
Умер 21 декабря 2014 года.